# كريستيان ألبيرس
كريستيان ألبيرس (بالهولندية: Christijan Albers)‏ مواليد 16 أبريل 1979 في آيندهوفن، شمال برابنت، هولندا، هو سائق فورملا 1 هولندي بدأ مسيرته الاحترافية سنة 2005. كان أول سباق له هو جائزة أستراليا الكبرى 2005. خاض خلال مسيرته 46 سباقاً.

## بداية حياته
بدأ كريستيان ألبيرس بسباقات الكارتينغ في عمر صغير، وفاز بالجائزة الوطنية الهولندية في عام 1997.

## سباقات شارك فيها
- لو مان 24 ساعة
- بطولة فورمولا 3 الألمانية
- بطولة العالم للتحمل

## روابط خارجية
- كريستيان ألبيرس على موقع Racing-Reference.info (الإنجليزية)
- كريستيان ألبيرس على موقع DriverDB.com (الإنجليزية)